# Filippinerna i olympiska sommarspelen 2004
Filippinerna i olympiska sommarspelen 2004 bestod av 16 idrottare som blivit uttagna av Filippinernas olympiska kommitté.

## Boxning
Lätt flugvikt
- Harry Tañamor
  - Sextondelsfinal: Besegrade Sherali Dostiev från Tadzjikistan (17 - 12)
  - Åttondelsfinal: Förlorade mot Hong Moo-Won från Sydkorea (25 - 42)

Flugvikt
- Violito Payla
  - Sextondelsfinal: Förlorade mot Tulashboy Doniyorov från Uzbekistan (26 - 36)

Lätt weltervikt
- Romeo Brin
  - Sextondelsfinal: Defeated Patrick Bogere från Sverige (43 - 35)
  - Åttondelsfinal: Förlorade mot Manus Boonjumnong från Thailand (15 - 29)

Mellanvikt
- Christopher Camat
  - Sextondelsfinal: Förlorade mot Gaydarbek Gaydarbekov från Ryssland (35 - 13)

## Bågskytte
Damernas individuella
- Jasmin Figueroa
  - Rankningsomgång: 600 poäng (56:a totalt)
  - Sextondelsfinal: Besegrade (9) Natalia Valeeva från Italien (132 - 130)
  - Åttondelsfinal: Förlorade mot (24) Almudena Gallardo från Spanien (150 - 152)

## Friidrott
Herrarnas maraton
- Eduardo Buenavista
  - 2:28:18 (67:a totalt)

Damernas längdhopp
- Lerma Gabito
  - Kval: 6.31 m (18:a i grupp A, gick inte vidare, 33:e totalt)

## Taekwondo
| Idrottare              | Gren             | Åttondelsfinaler          | Kvartsfinaler        | Semifinaer             | Återkval             | Bronsmatch            | Final                | Final            |
| Idrottare              | Gren             | Motståndare Resultat      | Motståndare Resultat | Motståndare Resultat   | Motståndare Resultat | Motståndare Resultat  | Motståndare Resultat | Placering        |
| ---------------------- | ---------------- | ------------------------- | -------------------- | ---------------------- | -------------------- | --------------------- | -------------------- | ---------------- |
| Tshomlee Go            | Herrarnas −58 kg | Ramos (ESP) L 6–7         | Gick inte vidare     | Gick inte vidare       | Gick inte vidare     | Gick inte vidare      | Gick inte vidare     | Gick inte vidare |
| Donald Geisler         | Herrarnas −80 kg | Tanrıkulu (TUR) L 9–9 SUP | Gick inte vidare     | Gick inte vidare       | Hamdouni (TUN) L RSC | Gick inte vidare      | Gick inte vidare     | 7                |
| Mary Antoinette Rivero | Damernas −67 kg  | Sánchez (ARG) W 10–10 SUP | Sobers (NED) W 10–4  | Mystakidou (GRE) L 2–3 | Bye                  | Hwang K-S (KOR) L 2–6 | Gick inte vidare     | 5                |